# Sui monti Scarpazi
Sui monti Scarpazi è un canto dei kaiserjäger austriaci di lingua italiana (trentini) relativo alla prima guerra Mondiale.

## Descrizione
È un canto di trincea dei kaiserjäger austriaci di lingua italiana del Trentino mandati in Galizia (Polonia, Ucraina) nel 1914 e in Romania nel 1917, nei reparti dell’esercito austriaco contro la Russia, nel 1917 a combattere sui monti Carpazi, resi con “Scarpazi”. 
Allo scoppio del primo conflitto mondiale, nell’agosto 1914, la Galizia si trasformò rapidamente in un vasto campo di battaglia sul quale combatterono soldati di varie nazionalità come polacchi, ucraini, tedeschi, ungheresi, sloveni, croati, bosniaci, Cechi e più di nove mila italiani, nella fattispecie cacciatori di fanteria (Keiserjäger) del Tirolo di lingua italiana, concentrati in 8 battaglioni alcuni costituiti nel 1915,  impiegati sia nei reparti di linea sia nel pattugliamento delle retrovie e, dalla primavera 1918, dislocati anche lungo la frontiera fra Galizia e Ucraina o della Valacchia rumena.
In più di tre anni di guerra a migliaia persero la vita tra trincee, campi di battaglia, ospedali e prigionia, e soltanto nel distretto di Cracovia si contano ben 758 caduti di lingua italiana, le cui tombe sono oggi disperse su tutto il territorio che va dalla Polonia meridionale all’Ucraina sud occidentale.  L'occupazione italiana del Tirolo a guerra finita dissoluzione dell’Impero asburgico fece per lungo tempo mettere da parte la memoria di questi soldati conosciuti come “italiani d’Austria”, considerati nemici e ingombranti nel clima della retorica della vittoria.